# Universität für Musik und darstellende Kunst Wien
De Universität für Musik und darstellende Kunst Wien (mdk, vertaald: Universiteit voor Muziek en Podiumkunst Wenen) is een academische muziek- en toneelschool in Wenen. Naar eigen opgave is het de grootste muziekuniversiteit ter wereld en de grootste kunstuniversiteit van Oostenrijk. De instelling heeft rond de 3000 studenten en 850 docenten.
De instelling werd door de QS World University Rankings in het klassement van Performing Arts in 2019 samen met de Juilliard School in New York als de beste instelling ter wereld beschouwd.

## Geschiedenis
De eerste stappen voor de oprichten van een conservatorium naar het Parijse voorbeeld werden in 1808 gezet. Vier jaar later werd de Gesellschaft der Musikfreunde in Wien opgericht die zich de oprichting als hoofddoel stelde. In 1817 werd een zangschool in het leven geroepen die de basis vormde voor het huidige instituut. Vanaf 1819 begon de violist Joseph Böhm met vioolles, waarmee voor het eerst les in een muziekinstrument werd gegeven.
Met korte onderbrekingen werd het onderwijspakket in de loop van de 19e eeuw sterk uitgebreid. In het laatste decennium van deze eeuw kende het instituut inmiddels meer dan duizend studenten. In 1909 werd het privé-instituut door keizer Frans Jozef verstatelijkt en heette het sindsdien de 'k.k. Akademie für Musik und darstellende Kunst'. In de eeuw daarna wijzigde de naam nog verschillende malen.

## Studierichtingen
- Compositie en muziektheorie
- Dirigeren
- Doctoraalstudie
- Film en televisie
- Geluidstechniek/productie (Tonmeister)
- Kerkmuziek
- Muziekinstrumentonderwijs
- Muziekpedagogie
- Podiumkunst
- Zangkunst en muziektheaterregie

## Instituten
De volgende instituten zijn aan de universiteit verbonden:
1. Institut für Komposition, Elektroakustik und TonmeisterInnen-Ausbildung
2. Institut für Musikleitung
3. Institut für Musikwissenschaft und Interpretationsforschung
4. Institut für Konzertfach Klavier
5. Institut für Konzertfach Streichinstrumente, Gitarre und Harfe
6. Leonard Bernstein Institut für Konzertfach Blas- und Schlaginstrumente
7. Joseph Haydn Institut für Kammermusik, Alte Musik und Neue Musik
8. Institut für Orgel, Orgelforschung und Kirchenmusik
9. Institut für Gesang und Musiktheater
10. Institut für Schauspiel und Schauspielregie
11. Institut für Film und Fernsehen
12. Institut für musikpädagogische Forschung, Musikdidaktik und Elementares Musizieren (IMP)
13. Institut für Musik- und Bewegungspädagogik/Rhythmik sowie Musikphysiologie
14. Institut für Musiktherapie
15. Institut für Popularmusik
16. Ludwig van Beethoven Institut für Klavier und Cembalo in der Musikpädagogik
17. Josef Hellmesberger Institut für Streichinstrumente, Gitarre und Harfe in der Musikpädagogik
18. Franz Schubert Institut für Blas- und Schlaginstrumente in der Musikpädagogik
19. Antonio Salieri Institut für Gesang und Stimmforschung in der Musikpädagogik
20. Anton Bruckner Institut für Chor- und Ensembleleitung sowie Tonsatz in der Musikpädagogik
21. Volksmusikforschung und Ethnomusikologie
22. Institut für musikalische Akustik - Wiener Klangstil (IWK)
23. Institut für Musiksoziologie
24. Institut für Kulturmanagement und Gender Studies (IKM)